# La Vacquerie-et-Saint-Martin-de-Castries
La Vacquerie-et-Saint-Martin-de-Castries este o comună în departamentul Hérault din sudul Franței. În 2009 avea o populație de 142 de locuitori.

## Evoluția populației
| An        | 1975 | 1982 | 1990 | 1999 | 2006 | 2009 |
| --------- | ---- | ---- | ---- | ---- | ---- | ---- |
| Populație | 81   | 85   | 103  | 119  | 133  | 142  |